# Třeboňská pánev
Třeboňská pánev je geomorfologický celek v jižních Čechách, který je součástí Jihočeských pánví. Nachází se převážně v povodí Lužnice. Má rozlohu 1360 km², střední výšku 457 m a jejím nejvyšším bodem je Baba 583 m, která se však nachází v Lišovském prahu tvořícím předěl mezi Třeboňskou a Českobudějovickou pánví. Její geologické podloží tvoří senonské a neogenní sedimenty, moldanubické horniny a permské sedimenty. Člení se na geomorfologické podcelky Lišovský práh, Lomnická pánev a Kardašořečická pahorkatina. Centrální část Třeboňské pánve je zahrnuta do CHKO Třeboňsko. Ohraničení Třeboňské pánve vede mezi městy České Velenice, Nové Hrady, Trhové Sviny, Borovany, České Budějovice, Hluboká nad Vltavou, Soběslav, Kardašova Řečice, Stráž nad Nežárkou. Uprostřed pánve se nachází město Třeboň.

## Geologický vývoj
Třeboňská pánev vznikla společně s pánví Českobudějovickou při procesech saxonské zlomové tektoniky během křídy (přibližně před 88 miliony let) jako reakce na horotvorné procesy alpinského vrásnění. Pánve byly vyplněny jezery, které byly odvodňovány k jihovýchodu do oblasti nazvané Paratethys (pásmo pánví od západního předpolí Alp až do kaspické oblasti). Toto odvodňování bylo přerušeno až v pliocénu (přibližně před 4 miliony let), kdy došlo k oživení výzdvihů v oblasti Šumavy a Novohradských hor. Celá oblast pánví začala být odvodňována severním směrem a říční síť tak postupně nabývala dnešního rázu.

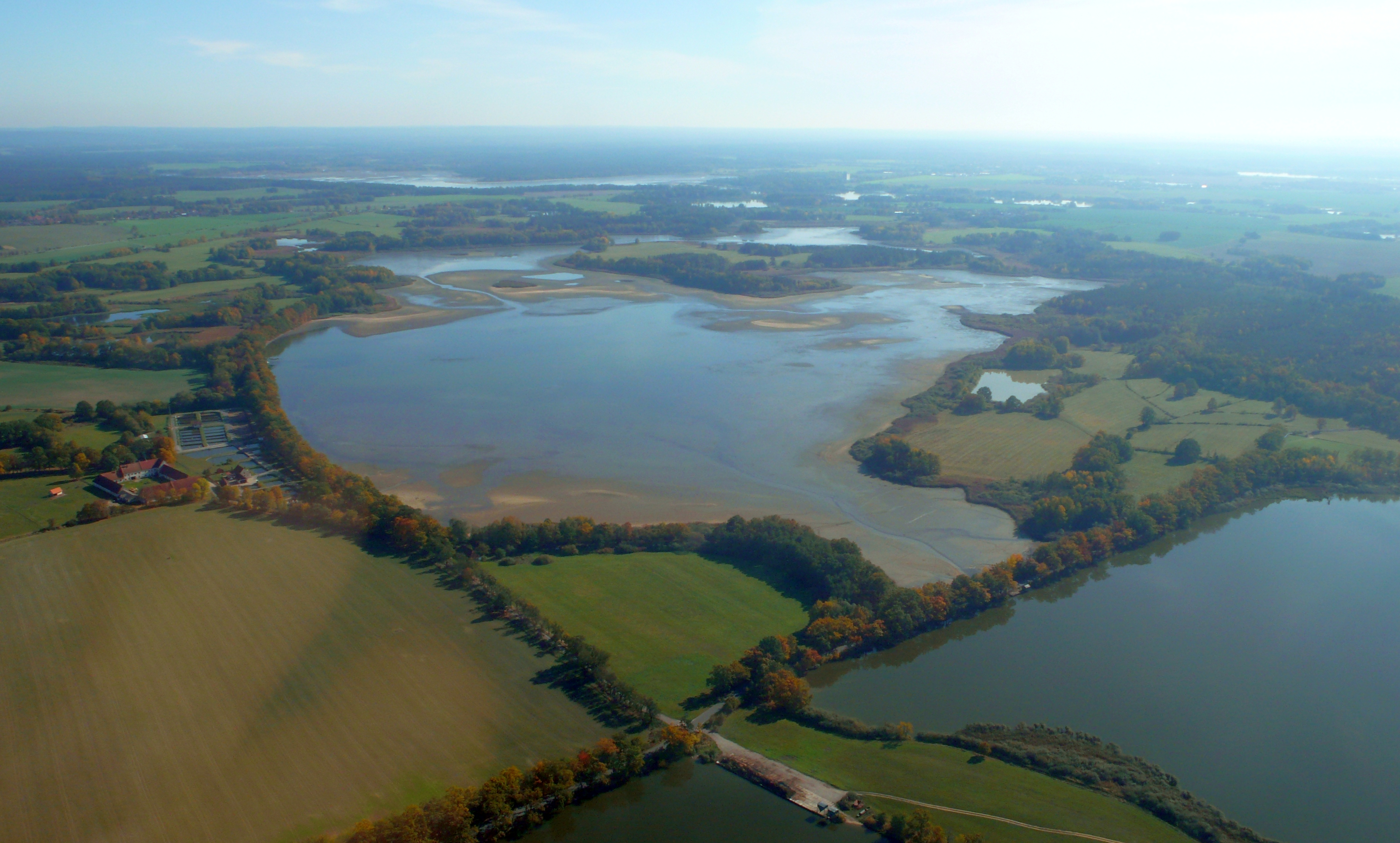
Rybníky Koclířov (vpravo) a Velký Tisý (vlevo)